# Tipula jenseni
Tipula jenseni är en tvåvingeart som beskrevs av Alexander 1965. Tipula jenseni ingår i släktet Tipula och familjen storharkrankar. Inga underarter finns listade i Catalogue of Life.